# Будрио (Ређо Емилија)
Будрио је насеље у Италији у округу Ређо Емилија, региону Емилија-Ромања.
Према процени из 2011. у насељу је живело 803 становника. Насеље се налази на надморској висини од 34 м.